# Kyrenaiker
Kyrenaikerna var en ultra-hedonistisk filosofisk riktning, som grundades fjärde seklet f.Kr. av Aristippos. Skolan har fått sitt namn av Kyrene, Aristippos födelseplats.

## Filosofi
Kyrenaikerna ansåg att njutning var det högsta goda, men då primärt fysisk njutning, då de ansåg den njutningen vara större än mentala njutningar. De nekade även till att vi ska avstå direkt tillfredsställelse för det långsiktigas skull. På detta sätt är filosofin annorlunda gentemot epikurismen. "Ät, drick, och var munter, för imorgon dör vi." är ett motto som kyrenaikerna verkade leva efter. De var lite till intet rädda för framtiden. "Njutning här och nu" är det viktigaste, hävdade de.
Kyrenaikerna var även kända för deras skeptiska teori av kunskap. De trodde att vi med säkerhet kan veta våra direkta känsloupplevelser (exempelvis; nu känner jag ett behagligt sinnesintryck) men att vi inte kan veta något om objekten som skapar känslan (exempelvis; honungen är ljuvlig). De trodde inte heller att vi kan ha kunskap om hur andra personers upplevelser är.
Som hedonister, ansåg de att njutning var det enda goda i livet, och smärta det enda onda.
De ansåg att vänskap existerade på grund av egennyttiga orsaker.

### Allmänna källor
- Artikel om kyrenaikerna på Internet Encyclopedia of Philosophy